# Crossidius punctatus
Crossidius punctatus är en skalbaggsart som beskrevs av Leconte 1873. Crossidius punctatus ingår i släktet Crossidius och familjen långhorningar. Inga underarter finns listade i Catalogue of Life.